# 押し屋

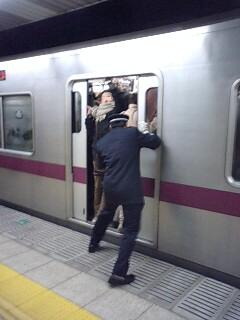
東急田園都市線三軒茶屋駅の押し屋（「サービススタッフ」）の押しこみ風景。

押し屋（おしや）とは、鉄道の朝夕のラッシュ時に、列車の扉に挟まりかかった乗客や荷物を車内に押し込む人、およびその職業のことである。特に多くの人手が必要な通勤時間帯のみ契約している学生のアルバイトが中心である。鉄道会社では「駅係員アルバイト」「サービススタッフ」などの名称で募集しているが、現場では（主にJR東日本では）「テンポラリー」・「通対」・（主に西武鉄道などは）「学生班｣と呼ばれる事もある。
満員の列車に乗ろうとしている乗客やドアからはみ出している客をホームに降ろす場合には剥がし屋と呼ばれる。列車の遅延度合いと車内やホームの状況次第では押し屋が剥がし屋になったり、その逆のケースも存在する。この他にも間に合わない駆け込み乗車を止める役割もある。

## 概要

### 日本
1955年（昭和30年）10月24日、日本国有鉄道（国鉄）（現JR）の新宿駅で初めて導入された。当時は「旅客整理係学生班」と呼ばれ、国鉄における大学生のアルバイト採用の最初でもあった。列車のドア1つごとに学生1人が配置され、着膨れが障害となる冬は1日に延べ130人、夏でも60人の押し屋が投入された。
駅員（社員）が行う場合と、アルバイトが行う場合がある。また社員の場合であっても本社の管理部門など、駅業務以外の従業員が応援で入ることもある。多くの場合、駅ホームの端（線路側）に立ち、乗客の誘導や安全確認も行う。京王井の頭線のように、特定の車両に乗客が集中し、その車両だけがラッシュ時並の混雑となる場合も、駅員が「押し屋」も兼ねて配置されることもある。
石田礼助が国鉄総裁在職時、アメリカの鉄道専門家と新宿駅のラッシュアワーを視察した際、｢押し屋」の説明を求められたものの、具体的な訳が思いつかずに困惑した末、"pusher and puller" と説明している。英語圏では"Passenger Pusher"あるいは単に"Pusher"などと呼ばれる。
中国の報道では日本の押し屋について、「日本人は無理やり押し込まれているのに、なぜ怒らないのか」と疑問を呈する形で紹介されたこともある。
JR東日本のアルバイト募集ページでは、乗客を押し込むという表現ではなく「お客さまにスムーズに乗り降りいただくためのご案内や誘導を行っていただきます」と説明されている。

### 日本国外
中国の北京や上海、スペインのマドリードなどでも、地下鉄において日本の押し屋に相当する係員が配置されている
。

## 法規
鉄道営業法第26条は、「鉄道係員旅客ヲ強ヒテ定員ヲ超エ車中ニ乗込マシメタルトキハ三十円以下ノ罰金又ハ科料ニ処ス」と規定する。第183回国会で安倍内閣が示した見解によれば、この規定は2013年現在でも効力を有する。ただし、罰金等臨時措置法第2条第1項により、「三十円以下ノ罰金」は「二万円以下ノ罰金」と読み替える。
同内閣の見解によれば、同法第26条は、「鉄道係員が利用者の意思に反して強制的に当該利用者を定員を超えている車両に乗車させる行為に対して罰則を適用することを定めているものである」。したがって、押し屋が、超満員の車両に乗り込む意思のない利用者を強制的に押し込んだ場合、鉄道営業法違反などの問題が生ずる可能性がある。

## 押し屋の業務手順
1. 列車の入線前には安全確認を行う。
2. 列車が到着すると乗客の乗り降りを見守る。
3. 発車直前になると乗り切れない客を空いている扉に誘導する。
4. 扉を閉めてもよい状態になったら旗や手を挙げるか、カンテラ（ランプ）を掲げるかの方法で車掌に知らせる。（客扱終了合図）。
5. 列車の扉が閉まると、扉に乗客の体や荷物が挟まっていないかを確認する。(物が挟まり、扉が完全に閉まっていなければ各車両にある車側表示灯が点灯したままの状態であるので、開いている扉が容易に判別できる）。
6. もし挟まっていたら押したり、扉を手で開けて挟まりを直したりする。

JR東日本では荷物が挟まったまま側灯が消えた場合、非常停止ボタンを押して社員を呼ぶ。
1. 自分の担当区域が終わったら別の区域に手伝いに行く。このとき、かばん、特にリュックサックのストラップが扉に挟まり、その側の扉が当分は開かない[注釈 1]ためなかなか降りられないというケースがあるので、押し屋たちは特に気を配るところでもある。無理に乗ろうとしている客を剥ぎ取る「剥がし屋」も兼ねている。
2. 扉が完全に閉まっていても、手荷物などが挟まっていた場合や、このままでは挟まりを直すことが出来ないと判断した場合は車掌に再開閉を指示する。